# Ряд магматогенний
Ряд магматогенний (англ. magmatogenic series; нім. magmatogene Reihe f) – парагенезиси мінералів, які утворилися внаслідок закономірних послідовних перетворень, що відбуваються при піднятті та застиганні ювенільно-магматичних розплавів або розплавів, які виникли під час переплавлення гірських порід на глибині.